# アジルサルタン
アジルサルタン（Azilsartan、開発コードTAK-536）は、武田薬品工業が開発したアンジオテンシンII受容体拮抗薬であり、高血圧の治療に用いられる。商品名アジルバ。
日本ではアジルサルタン単剤およびアムロジピンとの合剤が承認されている。米国では、アジルサルタンのプロドラッグであるアジルサルタンメドキソミル（開発コード：TAK-491、商品名：Edarbi）が承認されている。カナダ保健省は軽度から中等度の本態性高血圧への使用を承認している。

プロドラッグであるアジルサルタンメドキソミルの構造式

## 禁忌
本剤の成分に対し過敏症の既往歴のある患者、妊婦又は妊娠している可能性のある婦人。また、アリスキレンを服用中の患者には禁忌であるが、他の降圧治療を行ってもなお血圧のコントロールが著しく不良の患者についてはその限りではない。

## 副作用
承認時までの国内の臨床試験では、930例中の97例（10.4％）に臨床検査値の異常を含む副作用が認められ、その主な内容は眩暈(2.5%)、血圧低下(1.2%)、頭痛(0.9%)、血中尿酸増加(0.9%)等であった。
添付文書に記載されている重大な副作用は、血管浮腫、ショック、失神、意識消失、急性腎不全、高カリウム血症、肝機能障害、横紋筋融解症である。

## 作用機序
アジルサルタンは血圧上昇ホルモンであるアンジオテンシンIIの受容体を阻害して抗血圧上昇作用を示す。